# Condado de Rhea
O Condado de Rhea é um dos 95 condados do Estado americano do Tennessee. A sede do condado é Dayton, e sua maior cidade é Dayton. O condado possui uma área de 871 km² (dos quais 56 km² estão cobertos por água), uma população de 28 400 habitantes, e uma densidade populacional de 35 hab/km² (segundo o censo nacional de 2000). O condado foi fundado em 1807.